# Miep Maarse

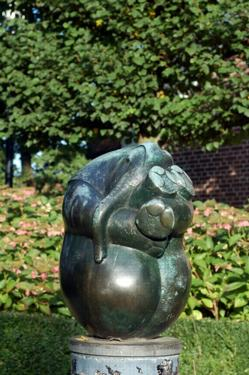
Olifantje in brons (2002)

Miep J. Schölvinck-Maarse (Aalsmeer, 3 oktober 1945) is een Nederlandse beeldhouwer en keramist.

## Leven en werk
Maarse behoorde tot de eerste groep leerlingen van Mari Andriessen aan de Academie '63 in Haarlem. Na een jaar aan het Sir John Cass College in Londen, vervolgde ze in 1965 haar opleiding aan de Gerrit Rietveld Academie onder Ben Guntenaar en Jos Wong.
In het werk van Maarse spelen dieren een grote rol; vooral de grotere dieren als nijlpaarden, olifanten en beren zijn voor haar een inspiratiebron.

## Werken (selectie)
- 1965 Pater Jansen, Oudewater
- 1968 De Buitelaars, Aalsmeer
- 1977 Spelende Nijlpaarden, Aalsmeer
- 1995 Dansende Nijlpaarden, Amsterdam
- 2001 Schaatsende Nijlpaarden, Bilderdam
- 2002 Olifantje in brons, Leusden